# Moulin de Vertain
De Moulain de Vertain is een bakstenen torenmolen in de gemeente Templeuve-en-Pévèle in het Franse Noorderdepartement.

## Geschiedenis
Reeds in 1328 werd melding gemaakt van een windmolen op deze plaats. Het betrof een standerdmolen die toebehoorde aan de Abdij van Anchin. De huidige constructie stamt uit de 16e eeuw. Uit 1571 stamt een document omtrent het herstel van een molen te Templemars, waarvan het kruiwerk werd aangebracht naar het voorbeeld van de molen van Templeuve. Daarvan was dan een tekening aanwezig. Het werk werd uitgevoerd door molenbouwer Gilles de Lannoy.
De molen was eigendom van de heer van Vertain en later van de heer van Aigremont. Dat bleef zo tot aan de Franse Revolutie. Toen werd de molen onteigend en werd als nationaal goed aan een particulier verkocht. De laatste molenaar stierf in 1908, waarna de molen werd stilgezet. Tijdens de Eerste Wereldoorlog werd de molen zwaar beschadigd.
In 1930 werd een dak aangebracht teneinde verder verval te voorkomen. In 1973 kwam de molen in bezit van de gemeente om in 1978 als monument historique te worden geklasseerd, en van 1980-1985 vonden de restauratiewerkzaamheden plaats.

## Constructie
Een merkwaardigheid van deze molen is dat het kruiwerk gekoppeld is aan een achtkante centrale as waaraan ook de vloeren van de twee verdiepingen zijn verbonden. De as draait op een kogel in een taatslager. Als de molen, die een bovenkruier is, gekruid wordt draaien ook deze vloeren mee. Dit wordt mogelijk gemaakt door 15 houten wielen die zich aan de buitenzijde van het inwendige timmerwerk bevinden. Aan de buitenkant van de molenromp zijn ijzeren banden bevestigd die het metselwerk beschermen tegen het bewegen van het dak.

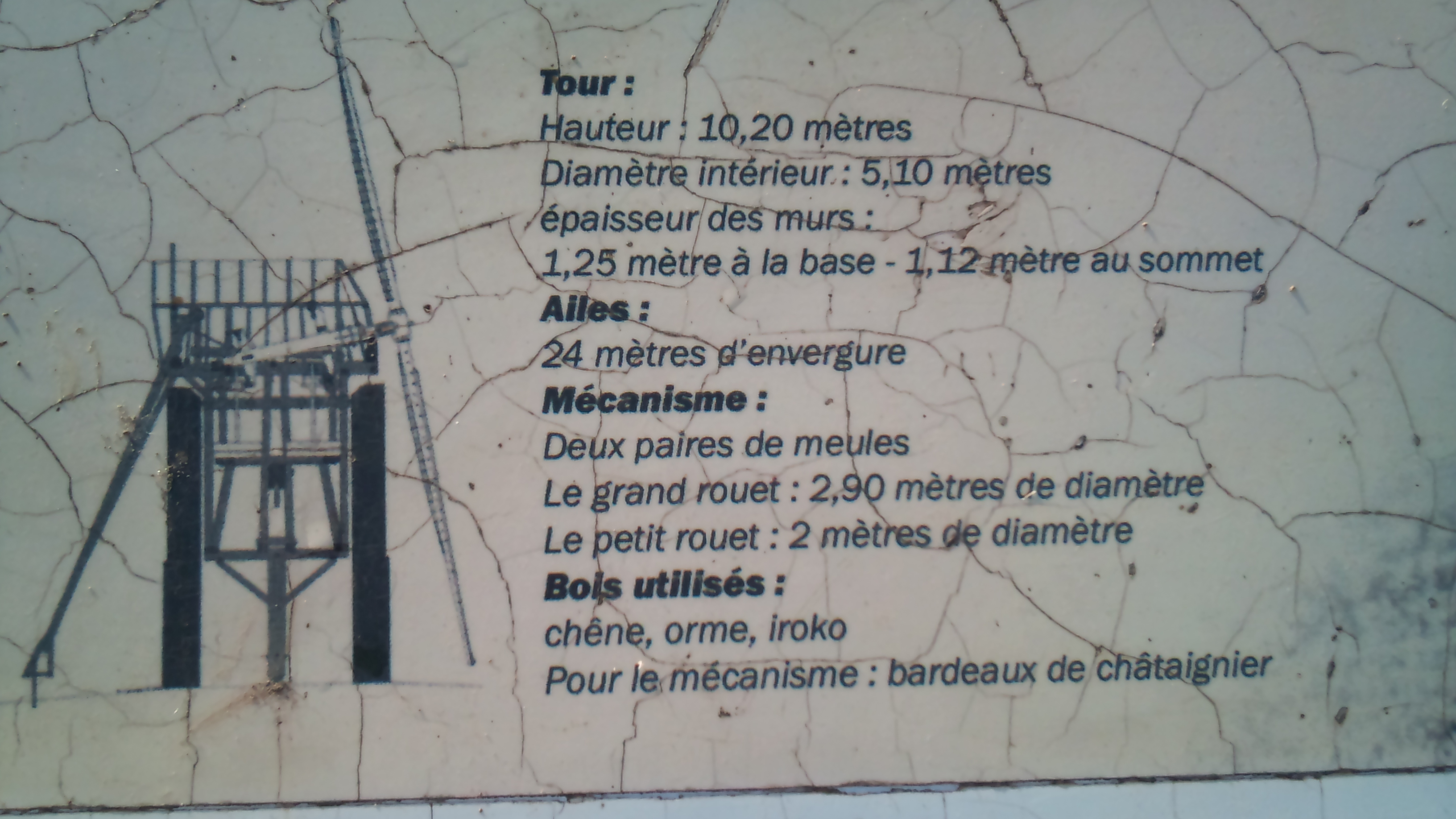
Doorsnede molen